# Окубо Тосіміті
О́кубо Тосімі́ті (яп. 大久保利通, おおくぼとしみち; 26 вересня 1830 — 14 травня 1878) — японський політичний і державний діяч кінця періоду Едо — початку періоду Мейджі. Один із «трьох героїв реставрації Мейджі».
Самурай Сацума-хану, противник сьоґунату, ініціатор союзу з Тьосю-ханом. В ході реставрації провів земельну, адміністративну і податкову реформи, спрямовані на ліквідацію федеративного устрою Японії та створення могутньої унітарної Імперії. Віцепосол посольства Івакури (1871 — 1873). Виступав проти завоювання Кореї (1873). Імператорський радник, 3-й міністр фінансів Японії (13 серпня — 12 жовтня 1871), 1-й, 3-й і 5-й міністр внутрішніх справ Японії (29 листопада 1873 — 14 лютого 1874, 27 квітня — 12 серпня 1874, 28 листопада — 14 травня 1874). Сприяв вестернізації, розвитку японської промисловості та нарощування військової потужності країни. Після придушення Сацумського повстання 1877 року був вбитий самураєм Шімадою Ітіро.
Інші імена — Сьо́суке та Ітідзо́; псевдонім — Кото́

## Короткі відомості
Окубо Тошімічі народився 26 вересня 1830 року в місті Каґошіма, в Сацума-хані. Його рід належав до самурайського стану, але мав невисокий статус пажів володаря хану.
У віці 17 років Тошімічі призначили підписарем ханського архіву. Проте 1849 року, через спалах боротьби довкола призначення наступного володаря Сацума-хану, в якій партія роду Окубо програла, батька хлопця покарали засланням і родина стала жити в злиднях. Ці події радикалізували Тошімічі, який зійшовся із представниками антиіноземного й антиурядового руху, та став активно цікавитися політикою. 1851 року він сприяв приходу до влади в Сацума-хані Шімадзу Наріакіри, який реабілітував усіх покараних трьома роками раніше.
Завдяки посередництву свого товариша Сайґо Такаморі, Тошімічі як представник  реформаторської партії отримав посаду в центральному апараті нового володаря. Останній взявся за радикальні перетворення в хані, проте 1858 року раптово помер. Водночас сьоґунат розпочав політичні чистки радикальних реформаторів по всій країні, тому Тошімічі заходився підтримувати поміркованого Шімадзу Хісаміцу, брата покійного володаря, що був прибічником ідеї аристократично-самурайського союзу. 1860 року, завдяки протекції останнього, він став молодшим завідувачем фінансів Сацума-хану, а згодом отримав призначення на посаду голови ханських комор. Юний господарник виконував роль посередника між провідниками хану та найнижчим прошарком місцевого самурайства, мав вплив на перших і на других, і завдяки цьому перетворився на одну з центральних політичних фігур Сацуми.
1866 року, разом із старим товаришем Сайґо Такаморі, Тошімічі налагодив зв'язки із Тьосю-ханом і уклав із ним таємний союз, спрямований на повалення сьоґунату та відновлення прямого Імператорського правління. До союзу також долучилися представники столичної аристократії на чолі з Івакурою Томомі. Рішення Тошімічі різко змінило поміркований курс Сацума-хану на радикальний і уможливило здійснення реставрації Мейджі.

>Окубо Тошімічі (перший справа) із посольством Івакури

Після постання нового Імператорського уряду в 1868 році, Тошімічі займав у ньому одну із ключових ролей. Він почергово призначався на посади молодшого радника, особливого радника, радника-судді Служби внутрішніх справ та Імператорського радника. Спільно із Кідо Такайоші, Тошімічі виступив ініціатором земельної та адміністративної реформ, направлених на створення державного земельного фонду, ліквідацію автономних уділів ханів і появу сильного центрального урядового апарату. Поміж урядовців, більшість з яких була вихідцями з колишніх антисьоґунатівських уділів Сацума-хану, Тьосю-хану, Тоса-хану й Саґа-хану, він вважався поміркованим консерватором, що ратував за еволюційний розвиток країни, і часто стояв в опозиції до ліберально налаштованих Кідо Такайоші та Окуми Сіґенобу, які підтримували революційну вестернізацію.
Перебуваючи на посаді міністра фінансів протягом 13 серпня — 12 жовтня 1871 року, Тошімічі успішно здійснив реформу податку на землю. Того ж року його призначили віцепослом у посольство Івакури, яке вирушило до США та країн Європи з метою вивчити іноземний досвід державного управління. Під час подорожі Тошімічі був вражений США у рівні розвитку промисловості та торгівлі в США, а також військовою потугою Пруссії.
1873 року Токсіміті повернувся до Японії й під впливом побаченого став виступати за оновлення політичного курсу, спрямованого на розвиток японської промисловості та нарощування боєздатності країни. Він відхилив пропозицію Сайґо Такаморі завоювати Корею і домігся відставки з уряду усіх своїх інакодумців. Того ж року Тошімічі заснував центральне урядове Міністерство внутрішніх справ, при якому створив відділ розвитку промисловості та поліційний відділ. 29 листопада 1873 року він першим очолив це відомство й керував ним з перервами до 14 травня 1874 року.
За допомогою міністерства Тошімічі встановив особисту диктатуру. Більшість державних посад були роздані його однодумцям, вихідцям із колишнього Сацума-хану. Це був переший в новій історії Японії абсолютистський режим. Завдяки одноосібному керівництву Тошімічі вдалося в короткий термін модернізувати японську промисловість, збудувати військові заводи й текстильні фабрики у традиційних сільськогосподарських місцевостях, а також придушити за допомогою поліції Сацумське повстання під проводом Сайґо Такаморі. Для запобігання селянським виступам уряд знизив податки й зміг подолати політичну кризу 1877 року.

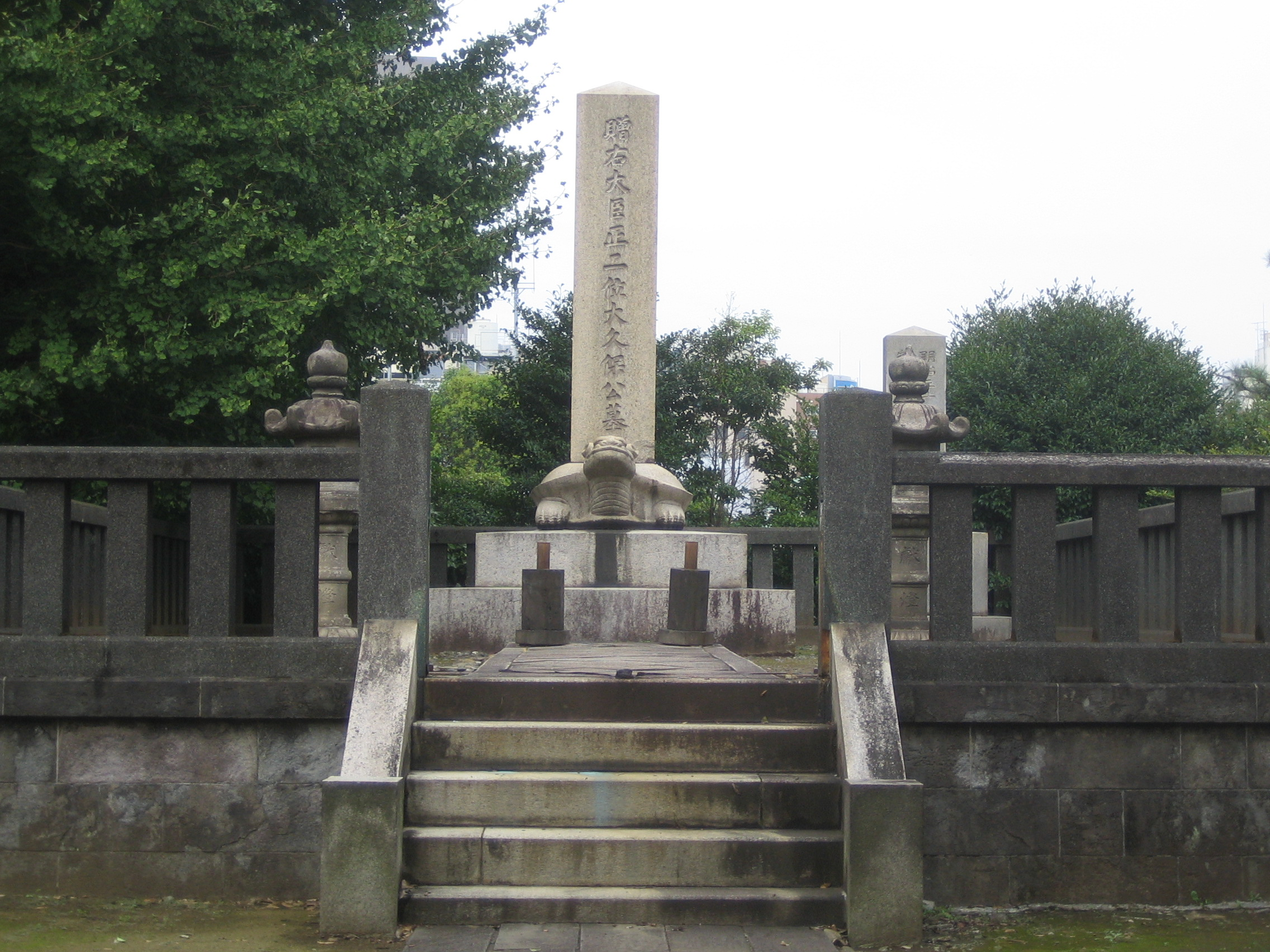
Могила Окубо Тошімічі. Цвинтар Аояма, Токіо.

Попри успіхи в управлінні, диктатура Тошімічі, що базувалася на маніпулюванні Імператором та контролі за урядовими посадами, викликала багато нарікань зі сторони японських інтелектуалів, політиків та колишніх самураїв. 14 травня 1878 року група з шести осіб під проводом Шімади Ітіро атакували міністра в районі узвозу Кіої в Токіо. Нападики зарубали Тошімічі разом почтом і кіньми. На його тілі знайшли 16 ножових поранень.
В японській історіографії та історичній літературі Тошімічі традиційно постає як розумний політик-реаліст, який мав неабиякий політичний хист та досвід, і був на голову вище своїх колег урядовців у сфері державного будівництва. З іншого боку, постійно підкреслюються його холоднокровність, а подекуди жорстокість щодо політичних опонентів, навіть колишніх друзів, прагнення влади та нехтування думкою інших.
За заслуги покійного Тошімічі перед державою, його рід Окубо був прирівняний до титулованої шляхти кадзоку і отримав титул маркіза.